# Dongxiachang
Dongxiachang (kinesiska: 洞下场, 洞下场乡) är en socken i Kina. Den ligger i provinsen Hunan, i den södra delen av landet, omkring 350 kilometer väster om provinshuvudstaden Changsha. Antalet invånare är 8604. Befolkningen består av 4 120 kvinnor och 4 484 män. Barn under 15 år utgör 18,0 %, vuxna 15-64 år 69 %, och äldre över 65 år 11,0 %.
Genomsnittlig årsnederbörd är 1 725 millimeter. Den regnigaste månaden är maj, med i genomsnitt 282 mm nederbörd, och den torraste är december, med 52 mm nederbörd.